# Nepál védett területei
Nepál védett területei elsősorban erdős és magashegységi területeket fednek le, továbbá a Terai különböző magasságaiban és a Himalája lábainál számos tájat foglalnak magukban és óriási biodiverzitást tartanak fenn.

Nepál védett területei

## Nemzeti parkok

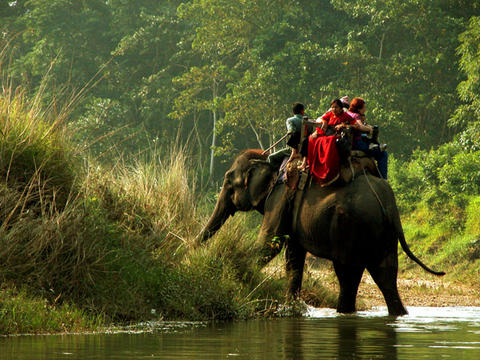
Elefánt-szafari a Csitván Nemzeti Parkban

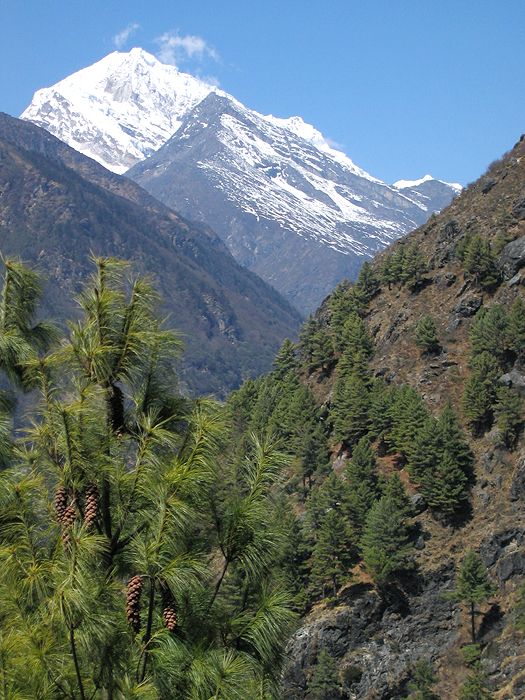
Szágarmantha Nemzeti Park

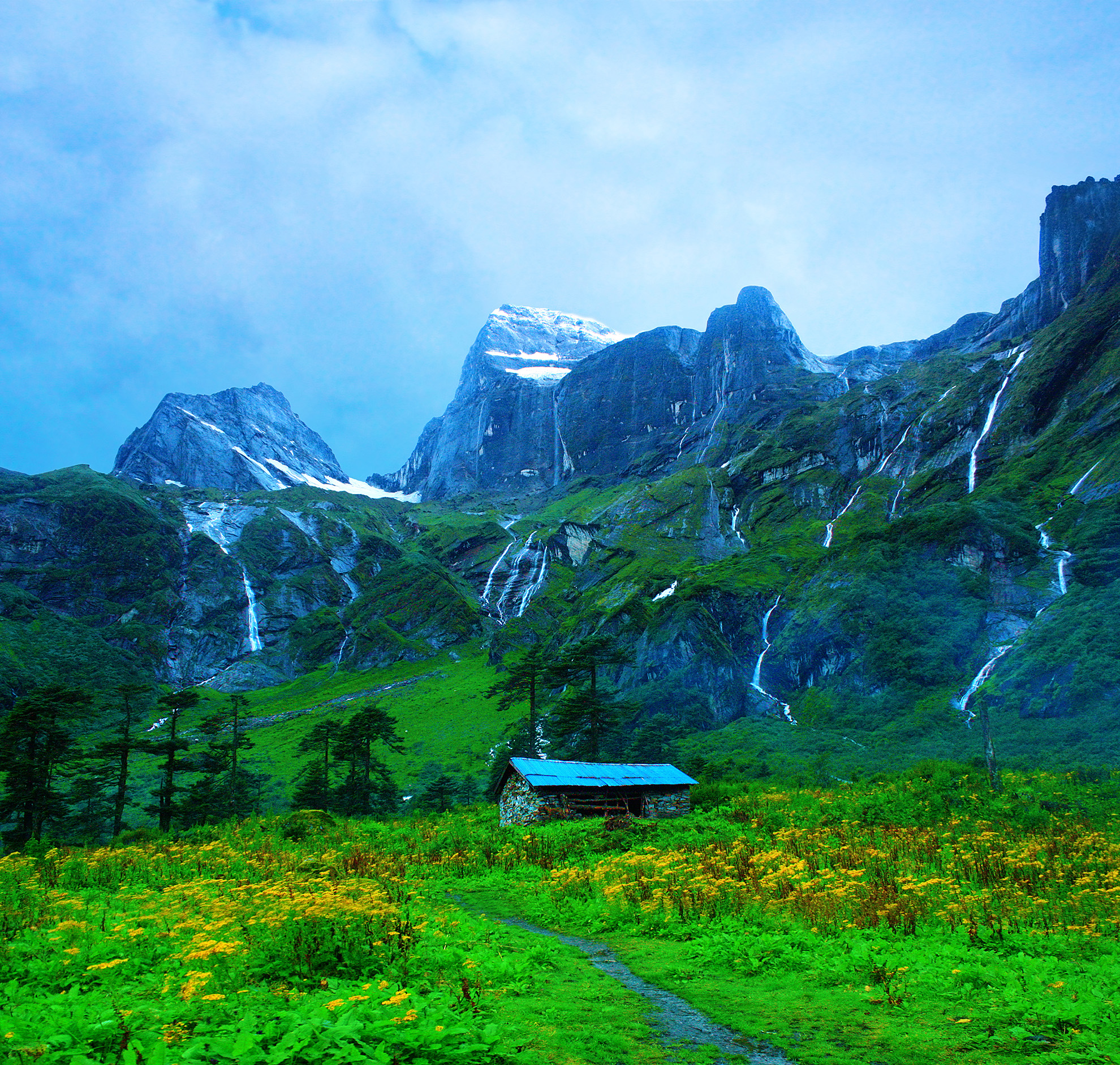
Barun-völgy, Makalu Barun Nemzeti Park

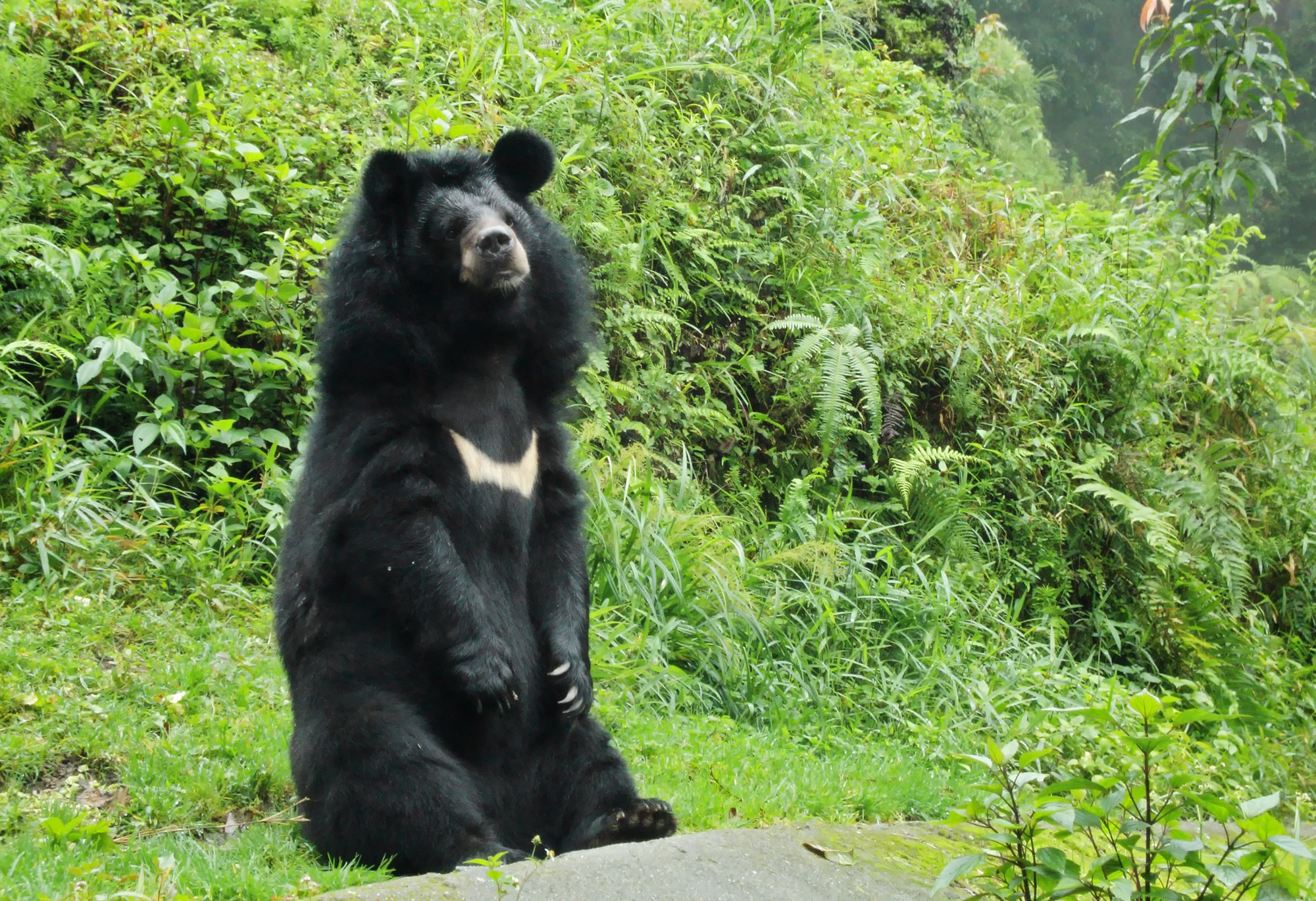
Himalájai feketemedve a Shivapuri Nagardzsun N. P.-ban

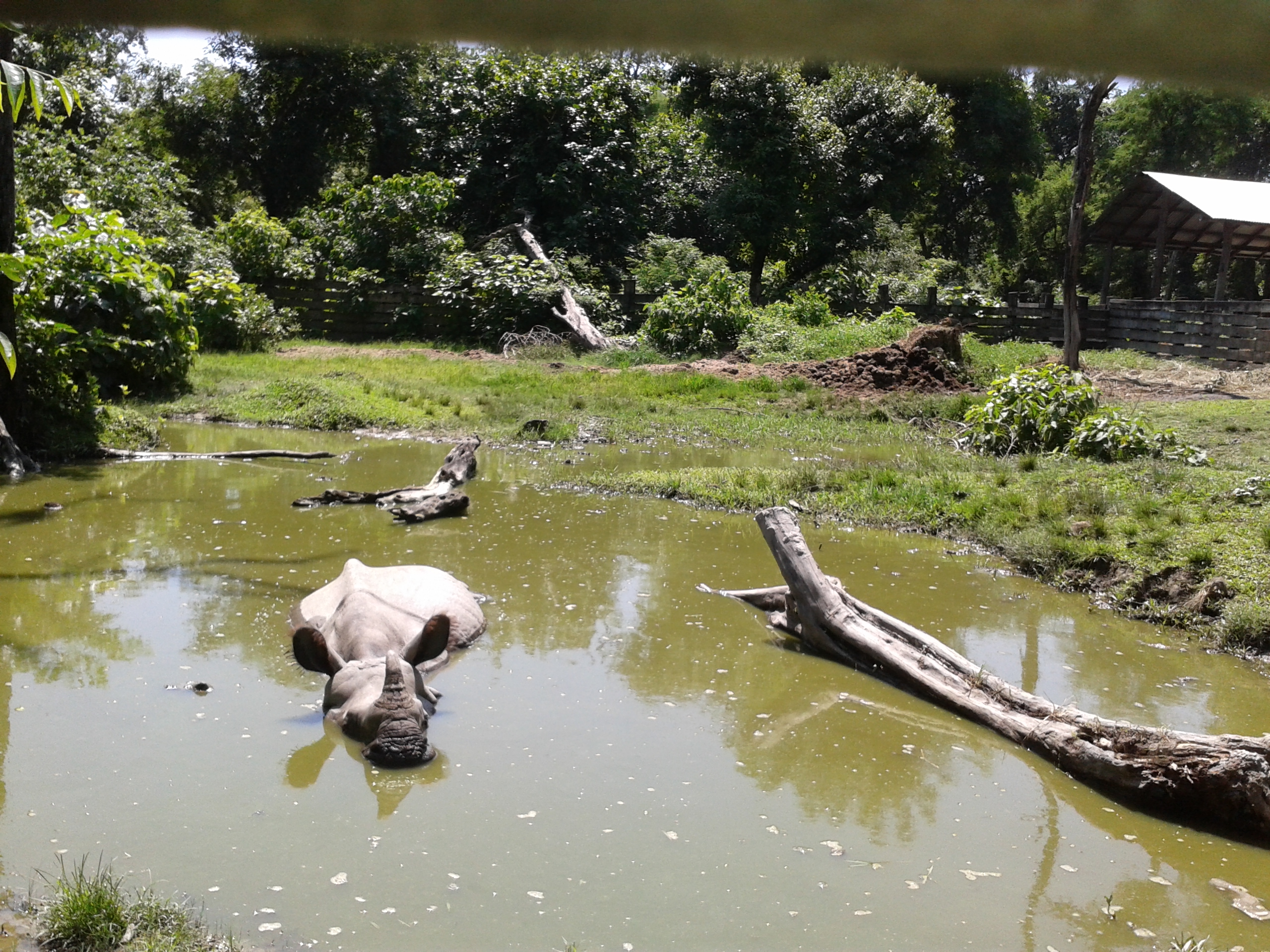
Rinocérosz a Bardija N. P.-ban

| név                               | terület  | jellegzetességek |
| --------------------------------- | -------- | --- |
| Csitván Nemzeti Park              | 932 km2  | Nepál és India közti határvidéken terül el, az úgynevezett Belső-Terai területén; a világörökség része. Állat- és növényvilága különösen gazdag, szigorúan védett és kihalás szélén álló fajoknak is otthont ad. A nemzeti parkban található a bengáli tigrisek egyik utolsó menedéke is. Más veszélyeztetett emlősök is élnek itt, ilyen például a leopárd, a vadkutya, az ajakos medve, a számbárszarvas, a pettyes szarvas, a négyszarvú antilop, a vaddisznó, és a hópárduc. A kisebb termetű emlősök között megtalálható a rhesusmajom, a langurmajom, a mongúz, a méhészborz és az aranysakál. A park folyóinak jellegzetes állatai az indiai krokodilok és a hosszú orrú gangeszi gaviálok. A területen őshonos a nyitottabb élőhelyet kedvelő bengáli varánusz, és előfordul a kihalás szélén álló tigrispiton is.. A parkban emlősökön és hüllőkön kívül eddig több mint 350 madárfajt, 99 halfélét figyeltek meg. |
| Szágarmantha Nemzeti Park         | 1148 km2 | Területéhez több más igen magas hegy tartozik. A természeti világörökség része. 1976-ban hozták létre, hogy megóvják a Mount Everest körüli területet a hegymászók okozta károktól. A hegyekből, gleccserekből és mély völgyekből álló terület magába foglalja a világ legmagasabb hegycsúcsát, valamint több hétezer méter feletti csúcsot is. A park hegyei geológiailag fiatalnak tekinthetők, akkor alakultak ki, amikor az indiai szubkontinens összeütközött az eurázsiai lemezzel. A földmozgások jelenleg is tartanak, ennek következtében a hegység évente három centiméterrel emelkedik. A legyező alakú nemzeti park az egyedülálló kultúrával rendelkező serpák otthona. Az itt élő mintegy 2500 serpa a tibeti buddhizmus nyingmapa szektájához tartozik. A területen számos kolostor áll, köztük a legfontosabb a Tengpocse-kolostor. A park több mint kétharmada ötezer méter fölötti kopár vidék, 28%-a legelő és alig 3%-a erdős terület. A természetrombolás miatt alacsony számban előforduló emlősök harminc fajhoz tartoznak, de megtalálható köztük olyan ritka fajok egyedei is, mint a hópárduc. |
| Langtang Nemzeti Park             | 1710 km2 | 1976-ban alapították, mint az első himalájai nemzeti parkot. A nagy kiterjedésű parkok közül ez van legközelebb a fővároshoz. A természeti környezet megőrzése mellett azzal egyenrangú célja a hagyományos nepáli életforma bemutatása. A nemzeti park északi és keleti határa egybeesik a kínai, tibeti határral. A nyugati határ a Bhote Koszi és Triszuli folyókat követi. A déli határ a Kathmandu-völgytől 32 km-re fekszik északra fekszik. |
| Rara Nemzeti Park                 | 106 km2  | az ország legnagyobb tavának környéke. |
| Khaptad Nemzeti Park              | 225 km2  | középhegység, igen gazdag állatvilággal. |
| Sej Phokszundo Nemzeti Park       | 3555 km2 | Nepál legnagyobb és egyetlen transz-himalájai nemzeti parkja. A Phokszundo-tó a park kiemelkedő jellemzője, amely 3612 méter magasan helyezkedik el. A terület látványos tájak sokaságát nyújtja, és a világ legszebb hegyvidéki parkjai közé tartozik. Nagy része a himalájai hegygerinctől északra fekszik. |
| Bardija Nemzeti Park              | 968 km2  | eredetileg királyi vadászterületvolt. Tigrisre vadásztak itt az egykori nepáli hercegek. |
| Makalu Barun Nemzeti Park         | 1500 km2 | Kelet-Nepálban elszigetelt terület, ahol a magashegyi élővilág mellett még ma is hagyományos gazdálkodást folytatnak. A Solukhumbu és a Sankhuwasabha körzetében fekvő terület a világ azon kevés védett területe, amely trópusi erdővel és hófödte csúcsokkal is rendelkezik. |
| Shivapuri Nagardzsun Nemzeti Park | 159 km2  | Az ország közepén fekszik a Katmandu-völgy északi peremén, és 2,732 m magasan a Shivapuri-csúcson. |
| Banke Nemzeti Park                | 550 km2  | a nepáli középnyugati régiójában található, és 2010-ben Nepál tizedik nemzeti parkjaként alakult, miután az "Ajándék a Földnek" elismerést kapta. |
| Suklaphanta Nemzeti Park          | 305 km2  | a Terai védett területe, amely nyílt füves területeket, erdőket, folyóvizeket és trópusi vizes élőhelyeket fed le 174-1386 m tengerszint feletti magasságban. |
| Parsza Nemzeti Park               | 637 km2  | a Belső-Terai egy védett területe |

## Vadvédelmi terület
- Koshi Tappu Vadvédelmi terület – 175 km2

## Természetvédelmi területek

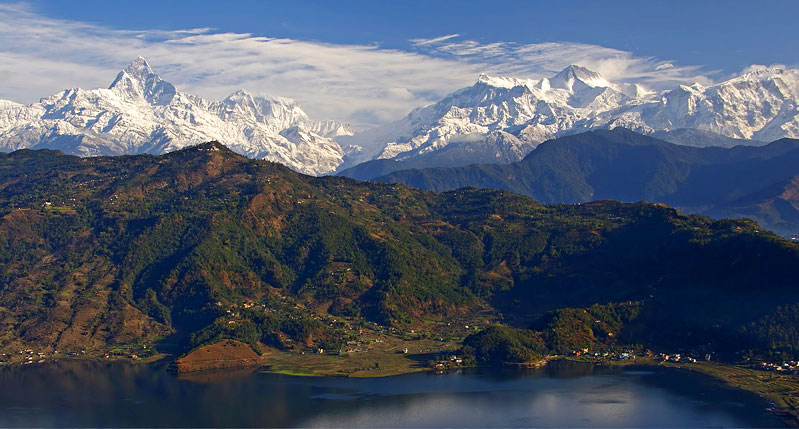
Anapurna

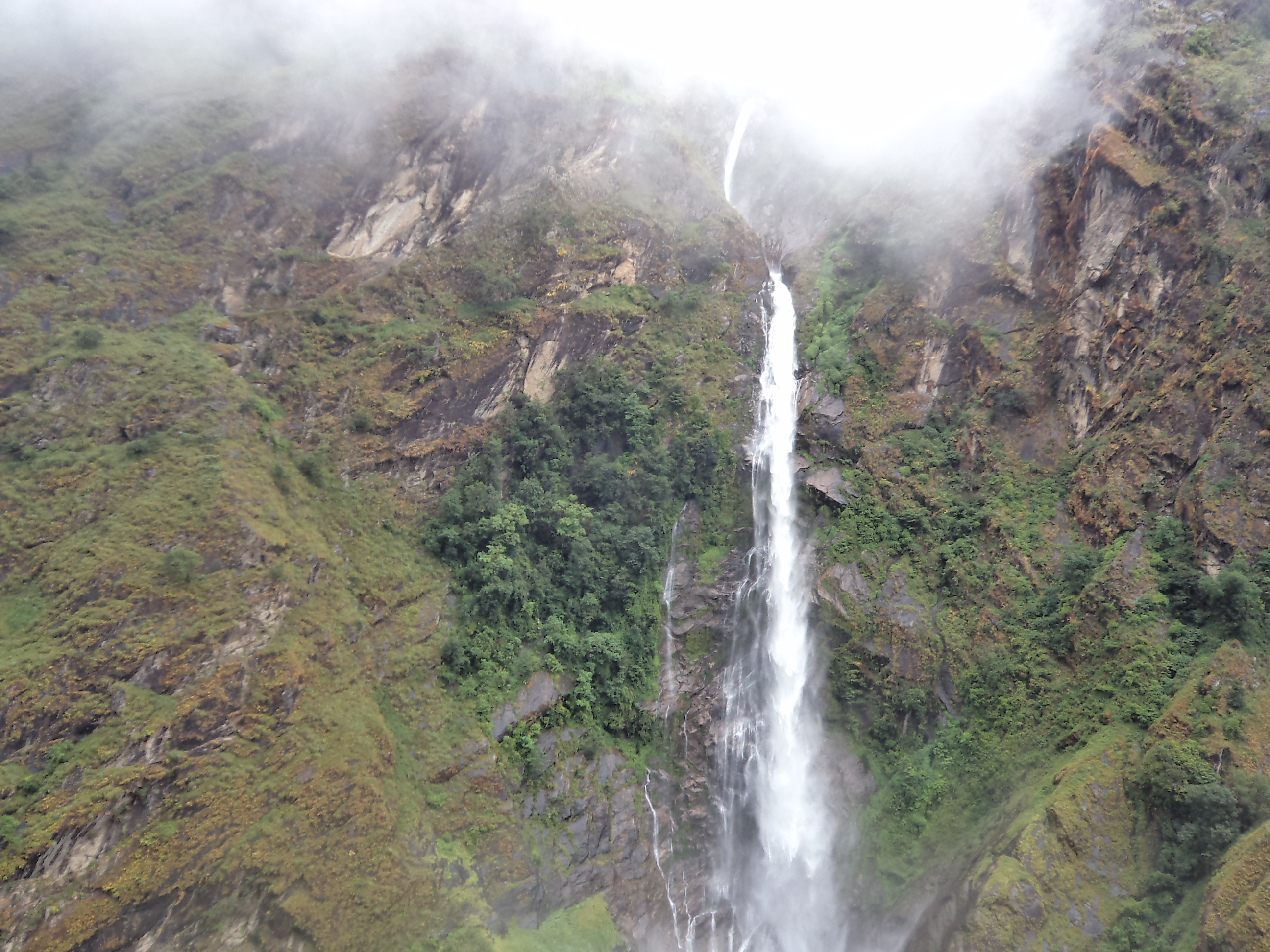
Vízesés a Gaurishankar Természetvédelmi területen

- Annapurna Természetvédelmi terület – 7629 km2
- Kancsendzönga Természetvédelmi terület – 2035 km2
- Manaszlu Természetvédelmi terület – 1663 km2
- Antilop Természetvédelmi terület (Blackbuck N. P.) – 15,95 km2
- Api Nampa Természetvédelmi terület – 1903 km2
- Gaurishankar Természetvédelmi terület – 2179 km2

## Vadászterület
- Dhorpatan Vadászterület – 1325 km2

## Vizes élőhely (Ramsar) területek

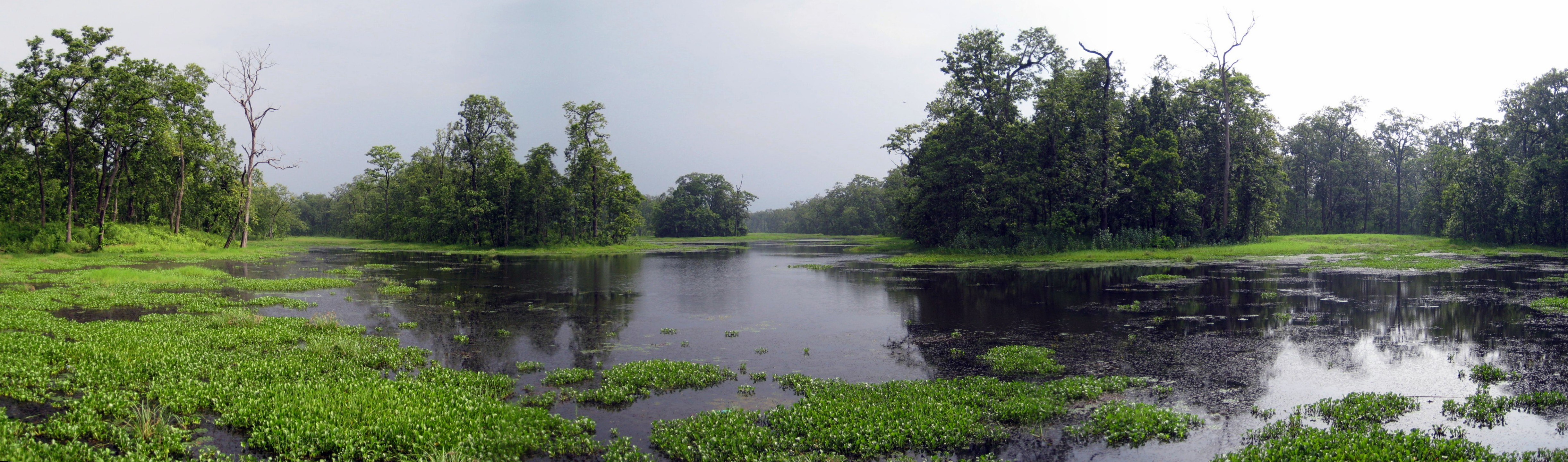
Bishazari Tal

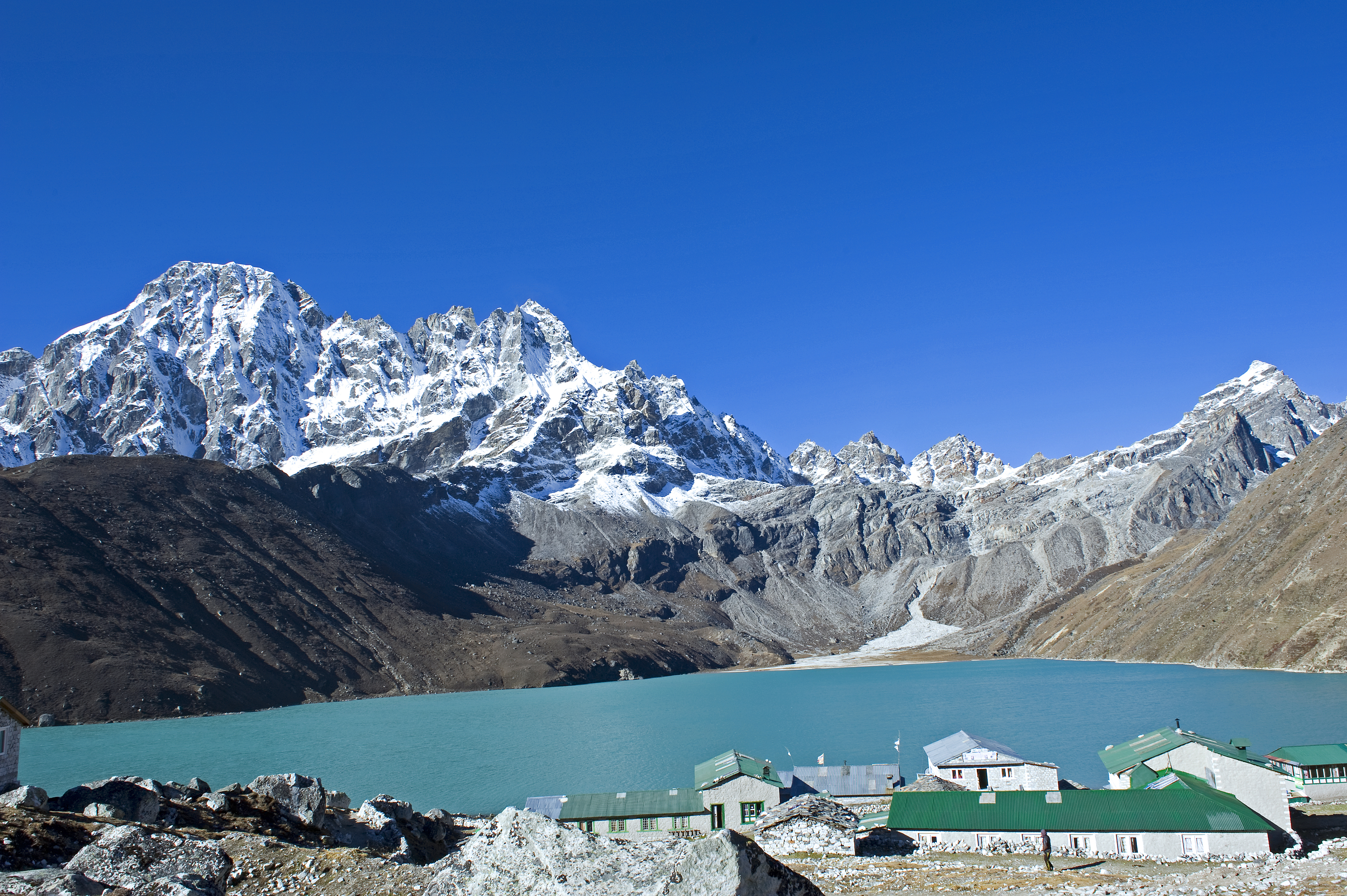
Gokjo-tó

- Bishazari Tal – 3200 ha - a Csitván Nemzeti Parkban fekszik
- Ghodaghodi Tal – 2563 ha
- Gokjo-tavak – 7770 ha
- Gosaikunda – 13,8 ha
- Dzsagdispur víztározó – 225 ha
- Koszi Tappu Vadvédelmi terület – 17 500 ha
- Mai Pokhari – 90 ha
- Phokszundo-tó – 494 ha
- Rara-tó – 1583 ha
- Lake Cluster of Pokhara Valley[1] – 178,5 km2

## Fordítás
- Ez a szócikk részben vagy egészben  a   Protected areas of Nepal című angol Wikipédia-szócikk fordításán alapul.  Az eredeti cikk szerkesztőit annak laptörténete sorolja fel. Ez a jelzés csupán a megfogalmazás eredetét és a szerzői jogokat jelzi, nem szolgál a cikkben szereplő információk forrásmegjelöléseként.